# Крстов Дол
Крстов Дол (мкд. Крстов Дол) је насеље у Северној Македонији, у крајње североисточном делу државе. Крстов Дол је у оквиру општине Крива Паланка.

## Географија
Крстов Дол је смештен у крајње североисточном делу Северне Македоније, близу државне границе са Србијом (2 km). Од најближег већег града, Куманова, село је удаљено 85 km источно.
Село Крстов Дол се налази у историјској области Славиште. Насеље је положено високо, на висовима планине Чупина, на преко 1.050 метара надморске висине.
Месна клима је планинска због знатне надморске висине.

## Становништво
Крстов Дол је према последњем попису из 2002. године имао 60 становника. Од тога огромну већину чине етнички Македонци (98%), а остатак су Срби.
Претежна вероисповест месног становништва је православље.